# Trapperz a mafia da Sicilia
Trapperz a mafia da Sicilia è un singolo dei rapper sudamericani Duki, Felp 22, Rauw Alejandro, MC Davo e Fuego, pubblicato il 21 giugno 2019.

## Tracce
1. TRAPPERZ A Mafia Da Sicilia (feat. MC Davo & Fuego) – 5:01